# Don Kikhot
Don Kikhot (rus: Дон Кихот) és una pel·lícula soviètica de 1957 dirigida per Grigori Kozintsev. Està basada en l'adaptació de Ievgueni Shvarts de la novel·la de Miguel de Cervantes del mateix nom. Va ser presentada al 10è Festival Internacional de Cinema de Canes de 1957 i estrenada als Estats Units el 1961.
A Espanya va ser estrenada al juny de 1966 als cinemes Palafox de Madrid, en ple govern de Francisco Franco, sent la primera pel·lícula soviètica estrenada a Espanya des del final de la Guerra civil espanyola.

## Repartiment
- Nikolai Txerkàssov com Don Quixot/ Alonso Quijano.
- Iuri Tolubèiev com Sancho Panza.
- Serafima Birman com el posader.
- Liudmila Kasi`snova com Aldonza
- Svetlana Grigorieva com la neboda.
- Vladimir Maimov como el sacerdot.
- Víktor Kolpakov com el barber.
- Tamilla Agamírova com senyora Altisidora
- Georgui Vitsin com Sansón Carrasco.
- Bruno Freindlich com el duc
- Lidiia Vertinskaia com la duquessa.
- Galina Vóltxek com Maritornes
- Olga Víkland com la noia vilatana.
- Alexandr Benyamínov com el pastor.
- S. Tsomaiev com Andrés, el nen pastor.